# Li Baodong
Dans ce nom chinois, le nom de famille, Liu, précède le nom personnel.
Li Baodong, né en avril 1955 à Pékin, est un diplomate chinois. Il a fait ses études à l'université des langues étrangères de Pékin et à l'université Johns-Hopkins.

## Biographie
Après le passage de son diplôme, Li est entré au service diplomatique et a assumé divers postes au Ministère des affaires étrangères chinois. De 2005 à 2007, il a été ambassadeur en Zambie.
En 2007, il a été nommé représentant de la république populaire de Chine à l'Office des Nations unies à Genève et aux autres organisations internationales en Suisse.
En 2010, il a été nommé représentant permanent à l'ONU, remplaçant Zhang Yesui. Durant les mois de mars 2011 et juin 2012, Li a été le Président du Conseil de sécurité de l'ONU.
Il est remplacé le 3 septembre 2013 par Liu Jieyi au poste de représentant permanent aux nations unies (ONU).
Il est marié et a un enfant.